# Itálie na Zimních olympijských hrách 1960
Itálii na Zimních olympijských hrách 1960 reprezentovalo 28 sportovců, z toho 21 mužů a 7 žen ve 6 sportech.

## Medailisté
| Medaile | Jméno            | Sport           | Disciplína       |
| ------- | ---------------- | --------------- | ---------------- |
| Bronz   | Giuliana Minuzzo | alpské lyžování | ženy obří slalom |

## Seznam všech zúčastněných sportovců
| Číslo | Jméno               | Pohlaví | Věk | Sport                               |
| ----- | ------------------- | ------- | --- | ----------------------------------- |
| 1     | Bruno Alberti       | muž     | 25  | alpské lyžování                     |
| 2     | Felice De Nicolo    | muž     | 17  | alpské lyžování                     |
| 3     | Carla Marchelli     | žena    | 24  | alpské lyžování                     |
| 4     | Paride Milianti     | muž     | 25  | alpské lyžování                     |
| 5     | Giuliana Minuzzo    | žena    | 28  | alpské lyžování                     |
| 6     | Italo Pedroncelli   | muž     | 24  | alpské lyžování                     |
| 7     | Pia Riva            | žena    | 24  | alpské lyžování                     |
| 8     | Jerta Schir         | žena    | 21  | alpské lyžování                     |
| 9     | Jolanda Schir       | žena    | 17  | alpské lyžování                     |
| 10    | Carlo Senoner       | muž     | 16  | alpské lyžování                     |
| 11    | Ottavio Compagnoni  | muž     | 33  | běh na lyžích                       |
| 12    | Marcello De Dorigo  | muž     | 22  | běh na lyžích                       |
| 13    | Federico De Florian | muž     | 38  | běh na lyžích                       |
| 14    | Giulio De Florian   | muž     | 24  | běh na lyžích                       |
| 15    | Alfredo Dibona      | muž     | 23  | běh na lyžích                       |
| 16    | Pompeo Fattor       | muž     | 26  | běh na lyžích                       |
| 17    | Antonio Schenatti   | muž     | 24  | běh na lyžích                       |
| 18    | Giuseppe Steiner    | muž     | 30  | běh na lyžích                       |
| 19    | Livio Stuffer       | muž     | 24  | běh na lyžích                       |
| 20    | Renato De Riva      | muž     | 22  | rychlobruslení                      |
| 21    | Mario Gios          | muž     | 23  | rychlobruslení                      |
| 22    | Antonio Nitto       | muž     | 21  | rychlobruslení                      |
| 23    | Enzo Perin          | muž     | 26  | severská kombinace, skoky na lyžích |
| 24    | Dino De Zordo       | muž     | 22  | skoky na lyžích                     |
| 25    | Luigi Pennacchio    | muž     | 27  | skoky na lyžích                     |
| 26    | Nilo Zandanel       | muž     | 22  | skoky na lyžích                     |
| 27    | Anna Galmarini      | žena    | 17  | krasobruslení                       |
| 28    | Carla Tichatscheck  | žena    | 19  | krasobruslení                       |